# Glossaire du numérique
Ce glossaire a pour objectifs de regrouper et de donner des explications courtes des termes utilisés pour les sujets liés au « numérique », c'est à dire à l'utilisation d'outils informatiques reposant sur un langage chiffré formé d'octets . Il doit être complété et enrichi...
- Haut – A
- B
- C
- D
- E
- F
- G
- H
- I
- J
- K
- L
- M
- N
- O
- P
- Q
- R
- S
- T
- U
- V
- W
- X
- Y
- Z

## A
- Abrutissement numérique ou  brainrot : effets psychologiques et cognitifs négatifs causés par l'exposition à un contenu Internet considéré comme de faible qualité ou de faible valeur.
- Algorithme : suite finie et non ambiguë d'instructions et d’opérations permettant de résoudre une classe de problèmes
- Amazon : multinationale américaine basée à Seattle, fondée par Jeff Bezos en juillet 1994
- Android : système d'exploitation mobile open source fondé sur le noyau Linux et développé par un consortium d'entreprises
- Animation 3D : technique d'animation par ordinateur équivalant à l'animation en volume dans un monde virtuel servant à créer le mouvement des différents éléments numériques
- Apple : multinationale américaine créant et commercialisant des produits électroniques grand public, des ordinateurs personnels et des logiciels
- Applications de l'intelligence artificielle :  programmes développés pour faire effectuer des tâches spécifiques utilisées pour un large éventail d'activités (dont le diagnostic médical, le commerce électronique, le contrôle des robots et la télédétection, la finance, l'éducation, le transport, et plus encore
- Application web : application manipulable directement en ligne grâce à un navigateur web et qui ne nécessite donc pas d'installation sur les machines clientes, contrairement aux applications mobiles

## B
- Bitcoin (₿, BTC, XBT) : une des cryptomonnaies autrement appelée monnaie cryptographique.
- Blockchain : technologie numérique de stockage et de transmission d'informations sans autorité centrale, mise au point pour le système Bitcoin puis élargie à d'autres usages.
- Bluetooth : système de communication permettant l'échange de données à proximité sans fils.
- Brainrot ou abrutissement numérique ou pourriture du cerveau : termes regroupant les effets psychologiques et cognitifs négatifs causés par l'exposition à un contenu Internet considéré comme de faible qualité ou de faible valeur.

## C
- Cambridge analytica : entreprise d'analyse de données
- Centre de données (en anglais data center ou data centre), ou centre informatique : lieu et service où sont regroupés les équipements constitutifs d'un système d'information (ordinateurs centraux, serveurs, baies de stockage
- CD (Compact Disc) : disque optique utilisé pour stocker des données sous forme numérique
- Chromecast : appareil de réception multimédia à brancher sur le port HDMI d'un téléviseur
- Clef USB : support de stockage amovible pouvant se brancher sur un port USB d'un ordinateur
- Client-serveur : le protocole client–serveur désigne un mode de transmission d'information (souvent à travers un réseau) entre plusieurs programmes ou processus : l'un, qualifié de client, envoie des requêtes ; l'autre, qualifié de serveur, attend les requêtes des clients et y répond
- Cloud ou cloud computing : exploitation de la puissance de calcul ou de stockage de serveurs informatiques distants par l'intermédiaire d'un réseau
- Console de jeu vidéo : appareil informatique émettant un signal vidéo ou une image pour afficher un jeu vidéo auquel on peut généralement jouer à l'aide d'un contrôleur de jeu
- Cookie : témoin du protocole HTTP permettant aux sites web de stocker des données
- Courriel : message écrit, envoyé électroniquement via un réseau informatique par le protocole SMTP.
- Courrier électronique ou courriel ou e-mail : message écrit, envoyé électroniquement via un réseau informatique par le protocole SMTP.
- Cryptomonnaie ou cryptoactif ou cryptodevise : monnaie électronique (actif numérique) émise de pair à pair, sans nécessiter de banque ou de banque centrale ni d'intermédiaire humain.
- Cryptomonnaie stable ou stablecoin : type de cryptomonnaie dont le cours est fixe par rapport à une monnaie conventionnelle.

## D
- Data center ou centre de données ou centre informatique : lieu et service où sont regroupés les équipements constitutifs d'un système d'information (ordinateurs centraux, serveurs, baies de stockage)
- Dictionnaire numérique : dictionnaire sous la forme d'un logiciel en ligne ou sur CD-ROM
- Diode : dipôle électrique non linéaire et polarisé
- Disque compact ou CD : disque optique utilisé pour stocker des données sous forme numérique
- DVD : disque optique numérique employé pour la sauvegarde et le stockage de données

## E
- e-book ou livre numérique ou livre électronique ou livrel : livre édité et diffusé en version numérique, disponible sous la forme de fichiers qui peuvent être téléchargés et stockés pour être lus sur un écran
- e-commerce : échange pécuniaire de biens, de services ou d'informations par l'intermédiaire des réseaux informatiques, notamment Internet
- Économie numérique : secteur des activités économiques liées à l’informatique
- Écran tactile : périphérique informatique qui combine les fonctionnalités d'affichage d'un écran (moniteur) et celles d'un dispositif de pointage comme la souris, le pavé tactile ou le stylet optique
- Edge : navigateur web développé par Microsoft pour Windows 10, iOS et Android
- e-mail : message écrit, envoyé électroniquement via un réseau informatique par le protocole SMTP.

## F
- Facebook : réseau social en ligne permettant à ses utilisateurs de publier des images, des photos, des vidéos, des fichiers et documents, d'échanger des messages, de joindre et de créer des groupes et d'utiliser une variété d'applications sur une variété d'appareils.
- Fracture numérique : inégalités dans l’accès aux technologies de l’information et de la communication (TIC), leur utilisation et leur impact

## G
- Gafa : acronyme des géants du Web — Google (Alphabet), Apple, Facebook (Meta), Amazon et Microsoft —
- Génération Y ou  milléniaux : personnes nées entre le début des années 1980 et le milieu des années 1990, marquée par l'avènement d'Internet, des réseaux sociaux, et la transition vers un monde numérique
- Génération Z ou zoomers :  génération née alors que les communications numériques étaient déjà bien installées dans la société
- Gigaoctet (Go) : espace mémoire de 1 milliard d'octets soit 8 milliards de bits
- GPS (Global Positioning System en anglais) : assistant de navigation : appareil électronique portable ou embarqué dans un véhicule pouvant aussi rendre la forme d'applications sur smartphone
- Grand Theft Auto, abrégé GTA : série de jeux vidéo particulièrement importante
- Google : entreprise américaine de services technologiques fondée en 1998 dans la Silicon Valley, en Californie, par Larry Page et Sergey Brin, créateurs du moteur de recherche Google

## H
- Hacker (sécurité informatique) : Individu possédant des connaissances très pointues sur le matériel informatique, les systèmes d’exploitation ou encore les réseaux, et capable de les exploiter de manière originale, souvent en détournant l'usage standard du matériel ou du code utilisé (le hack). Parfois utilisé à tort comme synonyme de « pirate informatique ».
- Hameçonnage ou filoutage ou phishing : technique utilisée par des fraudeurs pour pouvoir obtenir des renseignements personnels dans le but de perpétrer une usurpation d'identité
- Hardware : hardware : pièce ou composant d'un appareil informatique, partie physique de l’informatique adaptée pour fonctionner avec le logiciel (software
- HDMI ou High-definition multimedia interface : norme d'interface audio/vidéo numérique adaptée à la retransmission de flux chiffrés
- Home cinéma ou cinéma à domicile ou cinéma à la maison : ensemble des équipements et installations permettant un confort sonore et visuel similaire à celui d'une salle de cinéma
- Http : généralement abrégé « HTTP », littéralement « protocole de transfert hypertexte », est un protocole de communication client-serveur développé pour le World Wide Web
- Https : protocole de transfert hypertextuel sécurisé ») combinant le protocole HTTP avec une couche de chiffrement
- Hyperlien ou lien hypertexte : élément (texte, image, bouton) de contenu d'un document électronique dont l'activation (clic, toucher) provoque l'affichage d'un autre document, ou d'une autre partie du même document
- Hypertexte : document ou ensemble de documents informatiques permettant de passer d'une information à l'autre grâce à un système de renvois appelés hyperliens, ou liens hypertextes

## I
- IA : capacité des machines à effectuer des tâches typiquement associées à l'intelligence humaine, comme l'apprentissage, le raisonnement, la résolution de problème, la perception ou la prise de décision
- IAg ou IA générative (IAg ou GenAI) : type de système d'intelligence artificielle (IA) capable de générer du texte, des images, des vidéos ou d'autres médias en réponse à des requêtes
- Illectronisme : difficulté voire incapacité rencontrée certaines personnes à utiliser ou créer des données numériques en raison d'un manque ou d'une absence totale de connaissances de leur mode de fonctionnement.
- Impact environnemental du numérique : ensemble des effets des technologies de l'information et de la communication sur l'environnement.
- Informatique quantique : sous-domaine de l'informatique qui traite des calculateurs quantiques et des modèles de calcul associés
- Intelligence artificielle (IA) : capacité des machines à effectuer des tâches typiquement associées à l'intelligence humaine, comme l'apprentissage, le raisonnement, la résolution de problème, la perception ou la prise de décision.
- Internet : réseau informatique mondial accessible au public ainsi qu'aux entreprises
- Intranet : réseau informatique privé utilisé par les employés d'une entreprise ou de toute autre entité organisationnelle et qui utilise les mêmes protocoles qu'Internet (TCP, IP, HTTP, SMTP, IMAP{
- IP : Internet Protocol : protocole de communication fondamental de la suite des protocoles internet nécessitant l'attribution d'adresses IP
- Instagram : réseau social permettant de partager des photos et des vidéos, fondé et lancé sous forme d'application mobile et web
- IPad : tablette tactile, conçue et développée par la société américaine Apple, sortie en 2010. Celle-ci est particulièrement orientée vers les médias tels que les livres, journaux, magazines, films, musiques, jeux, mais aussi vers Internet avec la navigation sur le Web, l'accès à ses courriers électroniques et la bureautique simple
- IPhone : gamme de smartphones créée par Apple comprenant plusieurs générations, opérant sur le système d'exploitation mobile iOS, développé également par Apple

## J
- Jargon informatique : pseudo-langage (jargon) propre aux représentants des professions gravitant autour de l'informatique
- Jeu vidéo : jeu électronique doté d'une interface utilisateur permettant une interaction humaine ludique en générant un retour visuel sur un dispositif vidéo. Le joueur de jeu vidéo dispose de périphériques, manettes, claviers ou écrans tactiles pour agir sur le jeu et percevoir les conséquences de ses actes sur un environnement virtuel.
- Joystick : périphérique d'entrée constitué d'un mini-manche posé sur un socle, généralement doté de boutons-pressoirs, par lequel un utilisateur peut agir sur le système informatique soit en inclinant le manche soit en pressant un bouton.

## L
- Lidar ou LIDAR télédétection par laser en langue anglaise « light detection and ranging » ou « laser imaging detection and ranging » : technique de mesure à distance fondée sur l'analyse des propriétés d'un faisceau de lumière généré artificiellement et renvoyé par la cible vers son émetteur
- Livre numérique (en anglais : ebook ou e-book) ou livre électronique ou livrel : livre édité et diffusé en version numérique, disponible sous la forme de fichiers qui peuvent être téléchargés et stockés pour être lus sur un écran
- LLM (de l'anglais large language model) : grand modèle de langage ou grand modèle linguistique ou modèle massif de langage : modèle de langage possédant un grand nombre de paramètres (généralement de l'ordre d'un milliard ou plus).
- LinkedIn : réseau social professionnel en ligne créé en 2003 à Mountain View en Californie
- LMM ou « modèle mixte linéaire » : outil statistique qui combine des effets fixes et aléatoires pour analyser des données présentant une corrélation et une non-indépendance
- Logiciel : ensemble de séquences d’instructions interprétables par une machine et d’un jeu de données nécessaires à ces opérations selon un programme informatique
- Logiciel libre : logiciel dont l'utilisation, l'étude, la modification et la duplication par autrui en vue de sa diffusion sont permises, techniquement et juridiquement

## M
- Mégaoctet (Mo) : espace mémoire de 1 million d'octets soit 8 millions de bits
- Mémoire informatique : dispositif électronique numérique qui sert à stocker des données. C'est un dispositif capable d'enregistrer, de conserver et de restituer des informations
- Merdification : baisse systématique de la qualité des plateformes en ligne au fil du temps, sous l'effet de l'appât du gain
- Messagerie : interface web pour traiter du courrier électronique depuis un navigateur
- Meta Platforms ou Meta,  est une multinationale américaine  anciennement connue sous le nom de Facebook
- Microsoft : Microsoft Corporation : multinationale informatique et micro-informatique américaine, fondée en 1975 par Bill Gates et Paul Allen
- MMLU : en intelligence artificielle Measuring Massive Multitask Language Understanding' : test de performance pour évaluer les capacités des grands modèles de langage.

## N
- Navigateur :  logiciel conçu pour consulter et afficher le World Wide Web
- Netflix : plateforme en ligne de vidéo à la demande.
- NFT (de l’anglais non-fungible token) ou jeton non fongible (JNF) : objet  informatique (un jeton) suivi, stocké et authentifié grâce à un protocole de blockchains, auquel est rattaché un identifiant numérique, ce qui le rend unique et non fongible.
- Neurotechnologies : techniques permettent aujourd’hui de traduire l’activité cérébrale en mouvements, en textes ou en paroles.
- Nintendo : entreprise multinationale japonaise spécialisée dans la fabrication de consoles de jeu vidéo
- Nomadisme numérique ou nomadisme digital ou mobilité connectée : usages et usagers des technologies électroniques et informatiques sans-fil permettant d'accéder à des informations numériques, les modifier ou de communiquer par la téléphonie mobile ou par Internet et travailler en ligne et hors-ligne quel que soit l'endroit où l'on se trouve

## O
- Octet : espace mémoire de 8 bits
- Ordinateur : système de traitement de l'information programmable fonctionnant par lecture séquentielle d'un ensemble d'instructions, organisées en programmes, qui lui font exécuter des opérations logiques et arithmétiques
- Ordinateur quantique : calculateur quantique ou processeur quantique utilisant les propriétés quantiques de la matière, telles que la superposition et l'intrication pour effectuer des opérations sur des données
- OS  ou Operating System en anglais, en français un système d'exploitation : ensemble de logiciels centraux d'un appareil informatique

## P
- Phishing ou Hameçonnage ou filoutage : technique utilisée par des fraudeurs pour pouvoir obtenir des renseignements personnels dans le but de perpétrer une usurpation d'identité
- Pourrriel ou Spam ou courriel indésirable : communication électronique non sollicitée via le courrier électronique, en général envois en grande quantité effectués à des fins publicitaires ou d'escroquerie (hameçonnage)
- Programme informatique : ensemble d'instructions et d’opérations destinées à être exécutées par un ordinateur. Un « programme source » est un code écrit par un informaticien dans un langage de programmation

## R
- Réseaux sociaux : applications web fournissant un service de « réseautage social » en ligne permettant de relier entre elles des personnes physiques ou morales via un ensemble des moyens numériques

## S
- Semi-conducteur : matériau dont la conductivité électrique est intermédiaire entre celle d'un isolant et d'un métal
- Serveur informatique : dispositif informatique (matériel et logiciel) offrant des services à un ou plusieurs clients (parfois des milliers)
- Serveur web : soit un logiciel de service de ressources web (serveur HTTP), soit un serveur informatique (ordinateur) qui répond à des requêtes du World Wide Web sur un réseau public (Internet) ou privé
- Site web : ensemble de pages web et de ressources reliées par des hyperliens, défini et accessible par une adresse web, développé à l'aide de langages de programmation web, puis hébergé sur un serveur web accessible via le réseau mondial Internet, un intranet local, ou n'importe quel autre réseau, tel que le réseau Tor
- Smartphone : téléphone mobile disposant en général d'un écran tactile capacitif multitouch, d'un capteur photographique, et avec la capacité d'ajouter des applications diverses telles que des fonctions d'un assistant numérique personnel et de certaines fonctions d'un ordinateur portable

- SMTP (Simple Mail Transfer Protocol) : « protocole simple de transfert de courrier » : protocole de communication utilisé pour transférer le courrier électronique (courriel) vers les serveurs de messagerie électronique

- Snapchat (ou "Snap" dans le langage courant) : application gratuite de messagerie instantanée et de partage de photos et de vidéos de la société Snap Inc.

- Software : logiciel, ensemble d'instructions données à un appareil informatique
- Souris : dispositif de pointage pour ordinateur composé d'un petit boîtier fait pour tenir sous la main, sur lequel se trouvent un ou plusieurs boutons, et une molette dans la plupart des cas
- Souveraineté numérique ou cybersouveraineté : application des principes de souveraineté au domaine des technologies de l'information et de la communication, c'est-à-dire à l'informatique et aux télécommunications
- Spam ou courriel indésirable ou pourriel : communication électronique non sollicitée via le courrier électronique, en général envois en grande quantité effectués à des fins publicitaires ou d'escroquerie (hameçonnage)
- Streaming ou lecture en continu, lecture en transit ou diffusion en continu : procédé de lecture et de diffusion d'un flux audio ou vidéo en ligne en « direct » ou en léger différé.
- Synthétiseur (ou familièrement "synthé") : instrument de musique électronique capable de créer et de moduler des sons sous forme de signal électrique.
- Système d'exploitation ou OS (de l'anglais operating system) : ensemble de programmes dirigeant l'utilisation des ressources d'un ordinateur
- Système d'information : ensemble organisé de ressources permettant de collecter, stocker, traiter et diffuser de l'information

## T
- Tablette ou tablette numérique ou tablette informatique : assistant personnel ou ordinateur portable ultraplat qui se présente sous la forme d'un écran tactile sans clavier offrant à peu près les mêmes fonctionnalités qu'un ordinateur personnel
- Technologies numériques et durabilité environnementale : rôle des technologies de l'information et de la communication dans le développement durable
- Télédétection : procédé pour obtenir des informations sur des objets qui ne sont pas directement accessibles
- TIC : techniques de l'informatique, de l'audiovisuel, des multimédias, d'Internet et des télécommunications permettant aux utilisateurs de communiquer, d'accéder aux sources d'information, de stocker, de manipuler, de produire et de transmettre l'information sous différentes formes
- Tiktok : application mobile de partage de courtes vidéos créatives  et d'images, ainsi qu'un réseau social basé sur un algorithme de recommandation favorisant la viralité
- (La) Toile : Web ou World Wide Web (web est le mot anglais équivalent à toile)
- Transistor : composant électronique à semi-conducteur permettant de contrôler ou d'amplifier des tensions et des courants électriques

## U
- USB (de l'anglais, «Universal Serial Bus») : norme de bus informatique série  servant à connecter des périphériques informatiques à un ordinateur ou à tout type d'appareil prévu à cet effet.
- USD Coin (USDC) : cryptomonnaie stable rattachée au dollar américain.

## V
- Vente en ligne : échange pécuniaire de biens, de services ou d'informations par l'intermédiaire des réseaux informatiques, notamment Internet
- Visioconférence ou vidéoconférence : technique permettant de voir et de dialoguer avec un ou plusieurs interlocuteurs grâce à un moyen numérique

## W
- Wiki : wiki (wikitexte) : application web permettant la création, les modifications, les illustrations  par simple collaboration de pages à l'intérieur d'un site web
- Wikipédia : encyclopédie en ligne collaborative et multilingue créée par Jimmy Wales et Larry Sanger le 15 janvier 2001
- Wiktionnaire : projet lexicographique de la Wikimedia Foundation dont l’objectif est de définir tous les mots de toutes les langues, dans toutes les langues
- World wide web : système mondial de documents liés entre eux par des liens hypertextes et accessibles via l'Internet

## X
- X : réseau social, qui s'appelait anciennement Twitter

## Y
- YouTube : site web d'hébergement de vidéos et média social sur lequel les utilisateurs peuvent envoyer, regarder, commenter, évaluer et partager des vidéos en streaming

## Z
- Zoom ou vidéoconférence : technique permettant de voir et de dialoguer avec un ou plusieurs interlocuteurs grâce à un moyen numérique